# Sara Mustonen
Sara Mustonen-Lichan (født 8. februar 1981) er en svensk cykelrytter, der kører for Team Virtu Cycling Women. Hendes far er finsk.

## Karriere
Før hun blev cykelrytter, var hun bokser. Hun begyndte som cykelrytter, efter at hun havde arbejdet som cykelbud.
Hun deltog i kvindernes landevejsløb ved sommer-OL 2008 Hun deltgo igen i linjeløbet ved OL i 2016, men gennemførte ikke. Hun deltog ved VM i landevejscykling 2013 i Firenze.
Sara Mustonen blev nummer to ved de svenske mesterskaber i landevejsløb i linjeløbet i 2015 og igen i 2016, efter Emma Johansson, i 2010 og 2014 blev hun nummer tre. Hun vandt Tour de Pologne for kvinder i 2008.